# Ipomoea descolei
Ipomoea descolei är en vindeväxtart som beskrevs av O'donell. Ipomoea descolei ingår i släktet praktvindor, och familjen vindeväxter. Inga underarter finns listade i Catalogue of Life.